# Cascata della Donnaiola
La cascata della Donnaiola o Donaiola è una cascata formata dal torrente Danè, nel comune italiano di Quiliano, più precisamente nel territorio della frazione di Montagna, nella provincia di Savona.

## Percorso

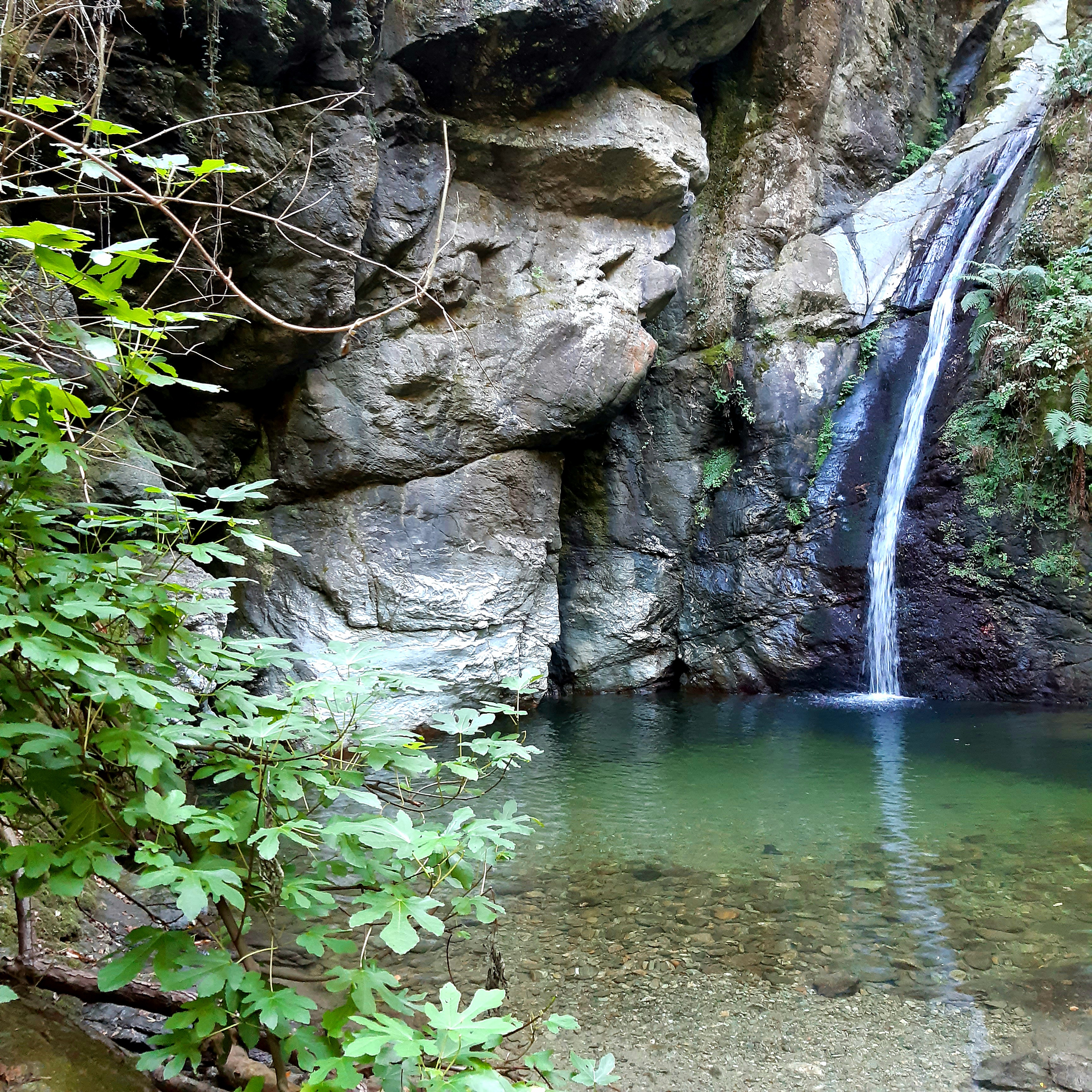
La cascata della Donnaiola ritratta nella stagione estiva

Il percorso che collega l'abitato dei Mulini alla cascata è di circa 2,8 km e copre un dislivello di appena 120 metri. Il tempo di percorrenza, ovviamente pedonale, è di circa 1 ora o poco più. Il sentiero che conduce alla cascata costeggia il torrente Danè, proveniente dalla valle di Montagna, attraversando più volte da una parte all'altra il rio che scorre formando piccoli salti e laghetti. Il percorso, immerso in una zona boschiva dalla vegetazione rigogliosa, giunge ad un primo ponte in pietra abbandonato "Ponte della Ratta" e poco oltre si attraversa un altro ponte, il "Ponte della Faia", da dove sulla destra sale un sentiero che porta alla frazione di Montagna; si continua a costeggiare il rio Danè sulla sponda sinistra e si arriva in una incantevole radura e, da una fessura della roccia che sbarra la strada, appare la cascata della Donaiola (6/7 metri di balzo), che forma un sottostante laghetto.

## La leggenda della Donaiola
Una bellissima fanciulla di nome Usanna, viveva a "Viarasca", l'attuale Montagna, e amava il giovane contadino Pellegrino. Questi, poiché si era rifiutato di pagare le gabelle al castellano Anselmo, venne fatto arrestare e portato in catene lungo il sentiero del torrente Danè, per essere rinchiuso nel castello di Pomo.
Usanna, per vedere ancora una volta l'amato, salì su di una masso sotto il molino della "Danea", si sporse troppo e precipitò, ma dalla roccia, come per magia, scaturì un grosso getto d'acqua che formò un lago in modo tale da salvare la fanciulla da morte certa. Da quel giorno quel luogo venne chiamato la cascata della Donaiola.
In seguito una rivolta di contadini cacciò Anselmo, liberò Pellegrino e i due innamorati vissero felici e contenti.